# Malanti Chiefs F.C.
Malanti Chiefs là một câu lạc bộ bóng đá Eswatini đến từ Piggs Peak.

## Thành tích
- Cúp bóng đá Eswatini: 1

2008.

## Thành tích ở các giải đấu CAF
- CAF Confederation Cup: 1 lần

2009 – Vòng Một